# Apsyrtos
Apsyrtos (řecky Ἄψυρτος) byl v řecké mytologii syn kolchidského krále Aiéta, vnuk boha slunce Hélia, bratr Chalkiopé a Médeie.
Když Argonauté s Iásonem a Médeiou prchali na lodi Argó se zlatým rounem, král Aiétés je se svým vojskem pronásledoval směrem k Helléspontu, druhá část vojska pod velením Apsyrta je stíhala směrem k řece Istros, dnešnímu Dunaji. A stalo se, že obě lodi vpluly téměř ve stejný čas do ústí řeky a setkaly se na soutoku dvou ramen. Když Iásonovi muži viděli, že jsou téměř obklíčeni velkou přesilou, obrátili se o pomoc k Médeie. Zatímco muži obou táborů proti sobě bojovali, lstí vylákala bratra Apsyrta na tajnou schůzku. Na místě čekal v úkrytu Iásón a proklál Apsyrta mečem. Usekal mu všechny údy, potom mrtvolu zakopal do země. Viděly to Erínye, bohyně pomsty a Iásón a Médeia se potom museli podrobit očistným obřadům u kouzelnice Kirké.
Po smrti Apsyrtově propukl krutý boj, v němž kolchidské vojsko bylo poraženo. Podle jiné verze naházel Iásón kusy mrtvého těla do řeky, kolchidové se zdrželi lovením údů a Argonauté stačili rychle odplout.
Jiné verze mýtu o Argonautech uvádějí Apsyrta pod jménem Faethón neboli záříci, protože prý byl krásný muž. Nic jiného však se synem Héliovým nemá společného, jenom jméno.